# إنشباك

غلاف المجموعة القصصية: إنشباك

إنشباك، مجموعة قصصية للروائي الفلسطيني محمد مهيب جبر.
 صدرت إلكترونية ونشرت على الإنترنت- 2008.
تتضمن المجموعة 7 قصص قصيرة فازت إحداها بجائزة غانم غباش القصصة القصيرة- اتحاد كتاب وأدباء الإمارات لعام 2006.
وفي القصص السبع تسلط المجموعة الضوء على التأثيرات التي سببتها ثلاث ثورات تلاحقت تباعاً على الإنسان في العقدين الاخيرين، فكانت مثل الشمس الساطعة القوية التي جاءت لتنير عالمه المعاصر لكنها كانت من شدة وهجها ان تعميه، وهي ثورة الأقمار الصناعية أواخر الثمانينات، وثورة الكمبيوتر الشخصي منتصف التسعينات، وبعدهما ثورة الاتصالات التي تفجرت على الفور بعد ذلك..
ويقول المؤلف في مقدمة المجموعة «والآن تزحف ثورة رابعة ربما ستنتهي بالاشد وطأة لتدمر ما تبقى من إنسانية الإنسان: ثورة الخلايا الجذعية».
ويضيف: «عشرون عاماً قد لا تشكل أكثر من فاصلة صغيرة في كتاب إلارث الإنساني الضخم، لكنها غطت على مساحات كبيرة من أخلاقيات الفسلفة وتسامح الاديان، فانقلبت المثل، وتبدلت القيم، وتبلدت الاحساسيس، وذابت المشاعر، وانتشر العطب في العقول، وتحجرت القلوب. وبقدر ما أعطته هذه الثورات من الترف والرفاهية والسهولة في العيش، فانها بالقدر ذاته أخذت من الإنسان خياله، ورقة قلبه، ورهفة أحاسيسه ومشاعره».
وتتناول كل قصة في المجموعة تأثير واحد مما افرزته الثورات الثلاث على كينونة الإنسان وإنسانيته التي اعطبتها التكنولوجيا، في عالم صغيرِ لكنه إنشبك بشكل معقد، وصار الإنسان فيه رقما يعرف من بطاقة، أو من نغمة في هاتف متحرك، أو بعنوان إلكتروني مزيف في موقع على شبكة الإنترنت، أو آلة عمل بتاريخ صلاحية وانتهاء.
وفي القصص السبع أيضا إستحضار للتاريخ والذاكرة، لعادات اندثرت، وتقاليد بادت، وسلوكيات تبعثرت بين مفاتيح «الكيبورد» و«الريموت كونترول»، وأخلاقيات جرف معظمها سيل الفضائيات العارم القادم من سماء كانت في الماضي ملاذ العشاق والمحبين بنجومها وقمرها الجميل حين يطل على سكان الأرض كل مساء.
وفي القصص السبع محاولات لرصد ما آل اليه مفهوم الزمان والمكان بعدما فقدت الساعة البيولوجية وظيفتها بين «الآن» هنا، «والآن» هناك، وامتزاج الـ «هنا» بالـ«هناك» في اللحظة نفسها التي يجمعنا فيها مكان تخيلي واحد في فضاء إلكتروني واحد يشع بغشاوة على الماضي لنتوه في حاضره على عتبات المستقبل.

## الجوائز
- جائزة غانم غباش القصصة القصيرة- اتحاد كتاب وأدباء الإمارات لعام 2006 عن قصة «إيميل»

## وصلات داخلية
- صفحة رواية 6000 ميل
- صفحة رواية "90-91"
- صفحة مجموعة القصص القصيرة: إغتراب